# Rekeh-nedjes
Rekeh-nedjes (Altes und Mittleres Reich: Kleiner Brand) bezeichnete im ägyptischen Kalender die zweitkälteste Jahreszeit, in der zumeist noch das Herdfeuer brannte. Von der prädynastischen Zeit bis zum Ende des Mittleren Reiches repräsentierte Rekeh-nedjes als ursprünglich achter Monat des Sothis-Kalenders die Zeitspanne von Anfang Januar bis Anfang Februar.
Alan Gardiner wie auch Richard Anthony Parker vermuten, dass Rekeh-nedjes im Laufe der Kalendergeschichte die Jahresform wechselte, weshalb sich Rekeh-nedjes spätestens ab dem Neuen Reich auf den siebenten Monat verschob.
Im Ebers-Kalender um 1517 v. Chr. lag Rekeh-nedjes auf dem zweiten Peret-Monat und datierte vom 15. Januar bis 13. Februar (Elephantine) beziehungsweise vom 20. Januar bis 18. Februar (Memphis).
Rekeh-nedjes repräsentierte den zweitregenreichsten Monat. Für Alexandria ergibt sich eine durchschnittliche Menge von 49 mm (26 % des Jahres). Die zugehörigen Regen-Dekan-Sterne sind in den Rekeh-nedjes Dekaden 22 bis 24 erwähnt. Der Name des vierten Peret-Monats änderte sich später in Parmouthi.